# Gare de Sainte-Marie (Belgique)
Pour les articles homonymes, voir Gare de Sainte-Marie.
La gare de Sainte-Marie est une ancienne gare ferroviaire belge de la ligne 155, de Marbehan à Écouviez, située à Sainte-Marie-sur-Semois, section de la commune d’Étalle, dans la province de Luxembourg, en Région wallonne.
Elle est mise en service en 1873 par la Compagnie de Virton. La ligne ferme aux voyageurs en 1951 et aux marchandises en 2016.

## Situation ferroviaire
Établie à 335 m d’altitude, la gare de Sainte-Marie est située au point kilométrique (PK) 64,3 de la ligne 155, de Marbehan à Virton et Écouviez (frontière), entre le point d’arrêt de Villers-sur-Semois et la gare de Croix-Rouge, terminus de cette section de la ligne depuis 1960.

## Histoire
La station de Sainte-Marie est mise en service le 25 mars 1873 par la Compagnie du chemin de fer de Virton qui a terminé la construction de la ligne Marbehan - Virton le 9 novembre 1872. Il fallut attendre le 21 avril de l’année suivante pour que débute une desserte régulière de marchandises et le 28 mai pour les voyageurs. L’Administration des chemins de fer de l’État belge reprend le contrôle de la Compagnie de Virton le 15 mars 1881.
Les gares d’origine de la Compagnie ont toutes un bâtiment des recettes correspondant au plan type 1873 des Chemins de fer de l’État belge, avec deux voies à quai, dont une voie de croisement. La halle à marchandises, desservie par une voie de garage en cul-de-sac, est d’un plan type plus singulier.
De 1908 à 1950, la ligne de tramway 523 de la Société nationale des chemins de fer vicinaux (SNCV) reliant Étalle à Villers-devant-Orval effectuait un arrêt sur la place de la gare. Un pont métallique prolongé par un talus franchissait la voie du « grand » chemin de fer. Une carte de 1922 montre que le tramway à voie métrique, établie en accotement de la route nationale, possédait aussi une liaison en ligne droite traversant le chemin de fer à niveau et n’obliquant pas en direction de la gare.
La SNCB met fin au trafic des voyageurs sur la ligne 155 le 5 février 1951. Et ferme la ligne entre Virton et Ethe deux ans plus tard. Des trains de marchandises continuent à circuler jusqu'en 2016 entre Marbehan et la scierie de Croix-Rouge. À Sainte-Marie, la cour à marchandises était encore desservie par des trains en 1992.
Un bar-brasserie a été installée au rez-de-chaussée de la gare tandis que l'annexe est utilisée comme dépendance du bowling-restaurant installé dans l'ancien café de la gare et du tram.